# J.R. Writer
J.R. Writer (vero nome Juan Rusty Brusito) (Harlem, 28 maggio 1984) è un rapper statunitense.
È conosciuto con il suo nome J.R. Writer ed anche altri nomi come A.R. Writer, Serious Business, The Writer of Writers ed è membro del gruppo hip hop The Diplomats.

## Discografia

### Album
- (11 luglio, 2006): History In The Making
- (TBR): Write Away

### Mixtapes
- (2004): Writer's Block Volume 1
- (2005): Writer's Block Volume 2
- (2006): Writer's Block Volume 3
- (2007): Writer's Block Volume 4
- (2007): Writer's Block Volume 5

### Singoli
- We Gettin' It Baby (da Writer's Block Volume 5)
- Where U At (da Writer's Block Volume 5)
- Switch It Up (ft. Hell Rell) (da Writer's Block Volume 4)
- Get 'Em (da Writer's Block Volume 4)
- Grill 'Em (da History In The Making)
- Byrd Call (da History In The Making)
- Push It (da Diplomatic Immunity 2)